# Reinhold Friedrich Pilar von Pilchau

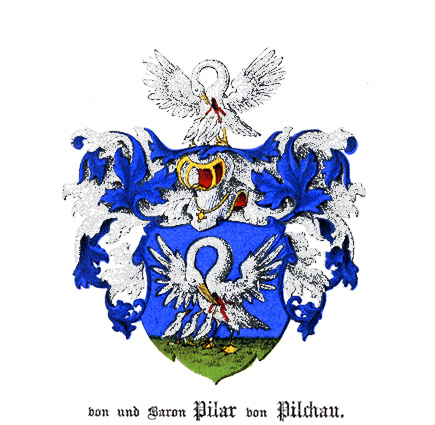
Wappen der Adelsfamilie Pilar von Pilchau

Reinhold Friedrich Pilar von Pilchau (* 4. Mai 1781 in Wolde auf Ösel; † 14. Dezember 1860 in Arensburg) war ein deutsch-baltischer Adeliger. 1855 wurde er zum Baron erhoben und in die Öselsche Ritterschaft aufgenommen. Von 1813 bis 1816 war er Landmarschall von Ösel. Sein Vater war der Landgerichtsassessor  Georg Wilhelm Pilar von Pilchau (1748–1860), der mit Hedwig Beate von der Osten-Sacken (1756–1808) aus dem Hause  Cölljall auf Ösel verheiratet war. Reinhold Friedrich war mit Charlotte von Bartholomäi (1782–1871) verheiratet, sie hatten drei Töchter.